# Pacsa
Pacsa is een plaats (nagyközség) en gemeente in het Hongaarse comitaat Zala. Pacsa telt 1904 inwoners (2001).